# Louis Guilleux La Roërie
Pour les articles homonymes, voir Guilleux.
Louis Charles Damase Guilleux La Roërie, né à Segré le 20 juin 1886 et mort à Paris le 29 janvier 1959,, est un officier de Marine français.
Il est l'auteur d'ouvrage technique sur la Marine.

## Biographie
Il entre dans la Marine en 1904 et est nommé aspirant le 5 octobre 1907. Le 1er janvier 1908, il passe sur le croiseur cuirassé Desaix dans l'Escadre du Nord sous les ordres du commandant Pierre Vincent puis le 1er janvier 1909, sur le croiseur cuirassé Kléber, commandé par Charles Charlier.
Enseigne de vaisseau (5 octobre 1909), il sert dès le 10 juin 1910, sur le contre-torpilleur Bélier à la Station des sous-marins de Cherbourg où il devient second du sous-marin Prairial le 6 décembre 1911.
Le 1er janvier 1914, il est détaché au Ministère des Affaires étrangères, en mission auprès du Gouvernement du Pérou. Promu lieutenant de vaisseau (1er juillet 1917), il sert dès le 1er janvier 1921, à Paris, à la 7e Section (Météorologie maritime) du service hydrographique.
Capitaine de corvette, membre du Conseil supérieur de la Marine marchande, journaliste technique et professeur à l'École des hautes études, il est nommé chevalier de la Légion d'honneur le 15 janvier 1920.

## Publications
- 1925 : De la transmission du droit de l'inventeur en France, thèse
- 1930 : Navires et Marins de la rame à l'hélice, Paris, éditions Duchartre & van Buggenhoudt, avec Jean-Baptiste Vivielle
- 1942 : Les Origines et l'évolution du gouvernail, réédité en 2007 sous le titre Histoire du gouvernail: son origine et son évolution
- 1950 : Toute la marine racontée à la jeunesse